# 斑舌兰
斑舌兰（学名：Cymbidium tigrinum）为兰科兰属下的一个种。

## 扩展阅读
- 維基物種上的相關：斑舌兰